# Kanzler der University of St Andrews
Der Kanzler der Universität von St. Andrews ist das titulare Oberhaupt der University of St Andrews. Zu ihren Aufgaben gehört das vergeben von Abschlüssen, die Förderung des Images der Universität und der Interessen der Universität weltweit. Er hat zwar de facto die möglich, ein Veto bei internen Beschlüssen des University Court einzureichen, allerdings gibt es keine Aufzeichnung davon, dass das jemals durchgeführt wurde.
Das Amt des Kanzler existiert seit der Gründung der Universität im 15. Jahrhundert. Bis heute gibt es keine genaue Definition über die Befugnisse des Amtes. Diese wurden von der Royal Commission on the Universities and Colleges of Scotland wie folgt beschrieben: „Der Kanzler ist der Leiter der Universität ... Er wird jedoch in allen öffentlichen Angelegenheiten im Zusammenhang mit ihrem Wohlergehen konsultiert, und er ist auch Bewahrer ihrer Privilegien. Durch die Stiftungsurkunden liegt ihm die Befugnis zur Verleihung von Abschlüssen zu; diese kann er jedoch entweder persönlich in Anwesenheit oder durch seinen Stellvertreter in Abwesenheit ausüben, mit dem Rat der Ärzte und Magister der Universität.“
Sektion 2 des Universities (Scotland) Act 1858 besagt, dass der Kanzler von dem General Council gewählt werden muss. Dieser trägt dann das Amt auf Lebenszeit. Bis jetzt ist nur Sir Kenneth Dover vorzeitig, nämlich 2005, von seinem Amt zurückgetreten. Abgesehen von ihm war jeder Kanzler entweder ein Bischof beziehungsweise Erzbischof oder peer. Der Kanzler ist der Präsident des General Councils, welcher zweimal im Jahr zusammentritt.
Der Kanzler ernennt einen Assessor als Mitglied der Regierung der Universität, des University Courts.

## Liste der Kanzler der Universität von St. Andrews

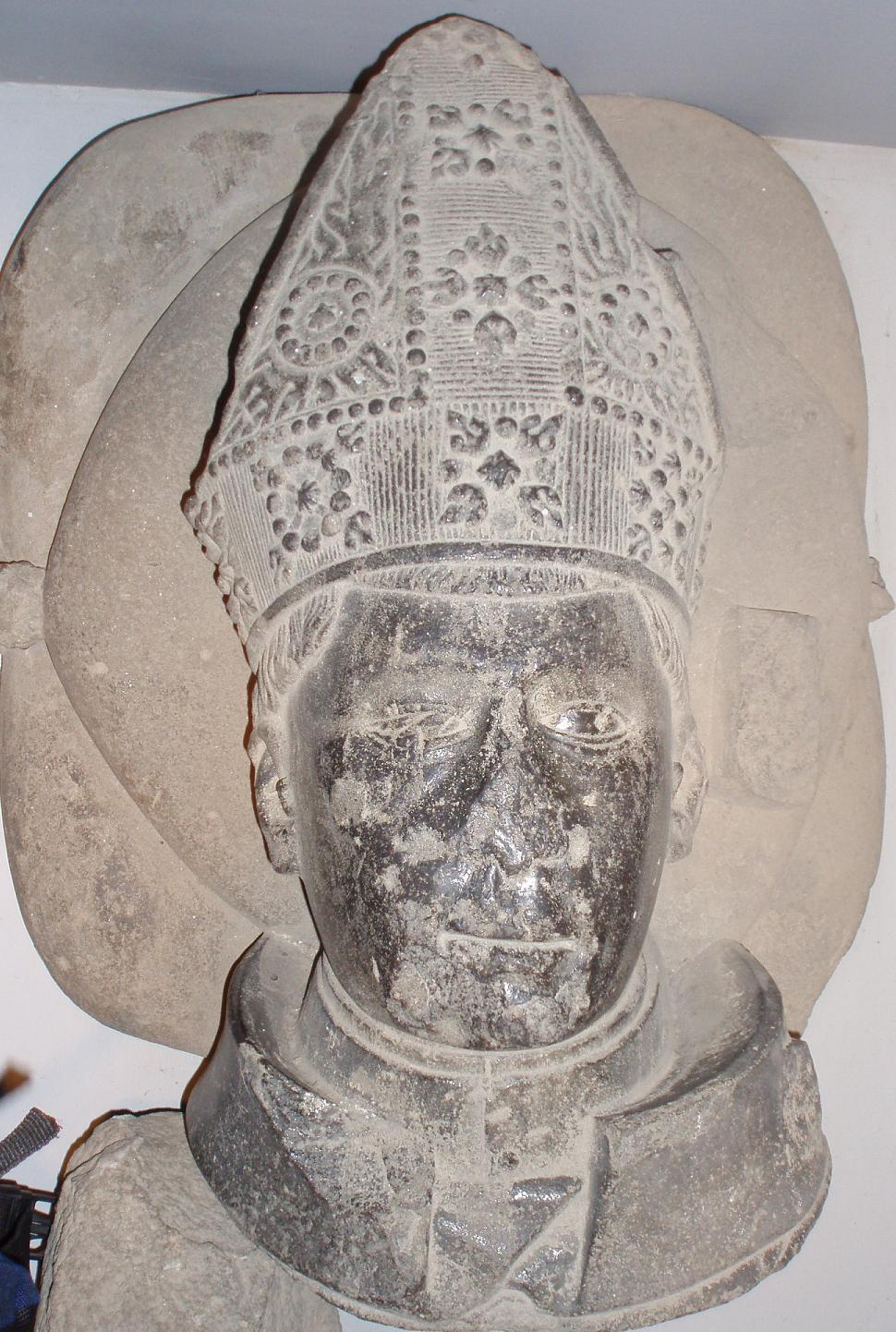
Bischof Henry Wardlaw, der erste Kanzler der Universität

| Zeit       | Name                                              | sonstige Affiliation                                        |
| ---------- | ------------------------------------------------- | ----------------------------------------------------------- |
| 1413–1440  | Henry Wardlaw                                     | Bischof von St Andrews                                      |
| 1440–1465  | James Kennedy                                     | Bischof von St Andrews                                      |
| 1465–1478  | Patrick Graham                                    | Erzbischof von St Andrews                                   |
| 1478–1497  | William Scheves                                   | Erzbischof von St Andrews                                   |
| 1497–1504  | James, Duke of Ross                               | Erzbischof von St Andrews                                   |
| 1504–1513  | Alexander Stewart                                 | Erzbischof von St Andrews                                   |
| 1514–1521  | Andrew Forman                                     | Erzbischof von St Andrews                                   |
| 1522–1539  | James Beaton                                      | Erzbischof von St Andrews                                   |
| 1539–1546  | David Kardinal Beaton                             | Erzbischof von St Andrews, Abt von Arbroath                 |
| 1547–1571  | John Hamilton                                     | Erzbischof von St Andrews                                   |
| 1572–1574  | John Douglas                                      | Erzbischof von St Andrews                                   |
| 1576–1592  | Patrick Adamson                                   | Erzbischof von St Andrews                                   |
| 1592–1595  | John Maitland, 1. Lord Maitland of Thirlestane    |                                                             |
| 1597–1598  | John Lindsay of Balcarres, Lord Menmuir           |                                                             |
| 1599–1604  | John Graham, 3. Earl of Montrose                  |                                                             |
| 1604–1615  | George Gledstanes                                 | Erzbischof von St Andrews                                   |
| 1615–1639  | John Spottiswoode                                 | Erzbischof von St Andrews, Bischof von Glasgow              |
| 1643–1661  | John Campbell, 1. Earl of Loudoun                 | Lordkanzler von Schottland                                  |
| 1661–1679  | James Sharp                                       | Erzbischof von St Andrews                                   |
| 1679–1684  | Alexander Burnet                                  | Erzbischof von St Andrews                                   |
| 1684–1689  | Arthur Ross                                       | Erzbischof von St Andrews                                   |
| 1697–1724  | John Murray, 1. Duke of Atholl                    |                                                             |
| 1724–1744  | James Brydges, 1. Duke of Chandos                 |                                                             |
| 1746–1765  | HRH Prince William Augustus, Duke of Cumberland   | Herrführer                                                  |
| 1765–1787  | Thomas Hay, 9. Earl of Kinnoull                   |                                                             |
| 1788–1811  | Henry Dundas, 1. Viscount Melville                | Kriegsminister, Erster Lord der Admiralität                 |
| 1811–1814  | HRH Prince Adolphus Frederick, Duke of Cambridge  | Feldmarschall                                               |
| 1814–1851  | Robert Dundas, 2. Viscount Melville               | Präsident des Board of Control, Erster Lord der Admiralität |
| 1851–1900  | George Campbell, 8. Duke of Argyll                | Lord Privy Seal                                             |
| 1900–1922  | Alexander Hugh Bruce, 6. Lord Balfour of Burleigh |                                                             |
| 1922–1928  | Douglas Haig, 1. Earl Haig of Bemersyde           |                                                             |
| 1928       | Richard Burdon Haldane, 1. Viscount Haldane       | Kriegsminister, Lordkanzler                                 |
| 1929–1947  | Stanley Baldwin, 1. Earl Baldwin of Bewdley       | Premierminister                                             |
| 1948–1973  | Douglas Douglas-Hamilton, 14. Duke of Hamilton    | Lord Steward of the Household, Lord High Commissioner       |
| 1973–1980  | Bernard Edward Fergusson, The Lord Ballantrae     | Brigadier                                                   |
| 1981–2005  | Sir Kenneth Dover                                 | Professor für Altgriechische Philologie                     |
| 2006–heute | Menzies Campbell, The Lord Campbell of Pittenweem | ehemaliger Vorsitzender der Liberal Democrats               |